# 成花
成花（そんふぁ、8月4日 - ）は、日本の女性声優。大阪府出身。81プロデュース所属。

## 略歴
2019年4月1日付けで81プロデュース所属となった。

## 人物
方言は大阪弁。
趣味・特技としてネットラジオ・韓国語、ダンスを挙げている。

## 出演
太字はメインキャラクター。

### テレビアニメ
2020年
- ガル学。〜聖ガールズスクエア学院〜（アイミナミ）
- 『ヒプノシスマイク -Division Rap Battle-』Rhyme Anima（女性A、女性客、女性B、リングアナ、中央区党員C）

2021年
- アイ★チュウ（観客A）
- メガトン級ムサシ（オペレーター）

2022年
- うたわれるもの 二人の白皇（民）
- 弱虫ペダル LIMIT BREAK（観客）

### 劇場アニメ
- プロメア（2019年）
- がんばっていきまっしょい（2024年、女子生徒）

### ゲーム
2017年
- リトルウィッチアカデミア 時の魔法と七不思議（リタ）

2019年
- XROSS CHRONICLE（孫閣氏、ウラール、眠鬼 他）

2020年
- ファイナルファンタジーVIIリメイク
- ブリガンダイン ルーナジア戦記

2021年
- メガトン級ムサシ（石住ちひろ、月島沙友里、朱堂亜実）

### ドラマCD
- クイーンズ・クオリティ（2020年、堀北灯子、西獄小町） - ベツコミ3月号付録ドラマCD、コミックス第11巻ドラマCD付き特装版[6]

### 吹き替え
- 僕と生きる人生（2019年）[7]
- コミンスキー・メソッド（2019年）[8]
- サウンドトラック（2020年）[9]
- 王への手紙（2020年）[10]
- オクトノーツと地上のミッション（2021年）[11]
- フードタスティック!ディズニーフード対決 （2021年、ボイスオーバー）[12]
- モラルセンス 〜君はご主人様〜（英語版） （2022年）[13]

### オーディオブック
- 不戦無敵の影殺師（2020年、徒花舞花 ほか[14]）
- フリック&ブレイク（2022年、瓢箪山千草[15]）
- 灼熱の小早川さん（2022年、小沼 ほか[16]）